# Colpochila brevisetosa
Colpochila brevisetosa är en skalbaggsart som beskrevs av Lea 1930. Colpochila brevisetosa ingår i släktet Colpochila och familjen Melolonthidae. Inga underarter finns listade i Catalogue of Life.